# جنگ‌جویان بزرگ
جنگ‌جویان بزرگ (به انگلیسی: Magnificent Warriors) یک فیلم سینمایی هنگ کنگی در ژانر ماجراجویی، اکشن و فیلم رزمی محصول سال ۱۹۸۷ به کارگردانی دیوید چونگ است.
بازیگران اصلی این فیلم میشل یئو، تونگ شینگ یی، ریچارد نگ و هوانگ جانگ-لی هستند.

## خلاصه داستان فیلم
یک دختر چینی به همراه یک جاسوس چینی در شهری به نام کال، یک کلاهبردار حرفه ای، فرماندارشهر بنام یودا و دختر مورد علاقه او چین با نیروهای ژاپنی که سرگرم ساختن یک نیروگاه تولید گاز سمی به‌عنوان سلاح هستند مبارزه می‌کنند و …